# Рудня-Белковская
Рудня-Белковская (укр. Рудня-Білківська) — село в Коростенском районе Житомирской области на Украине. Основано в 1775 году.
Население по переписи 2001 года составляет 68 человек. Занимает площадь 0,349 км².
Код КОАТУУ — 1822380202. Почтовый индекс — 11564. Телефонный код — 4142.

## Адрес местного совета
11564, Житомирская область, Коростенский р-н, с. Белка, ул. Леси Украинки, 1.

## Галерея

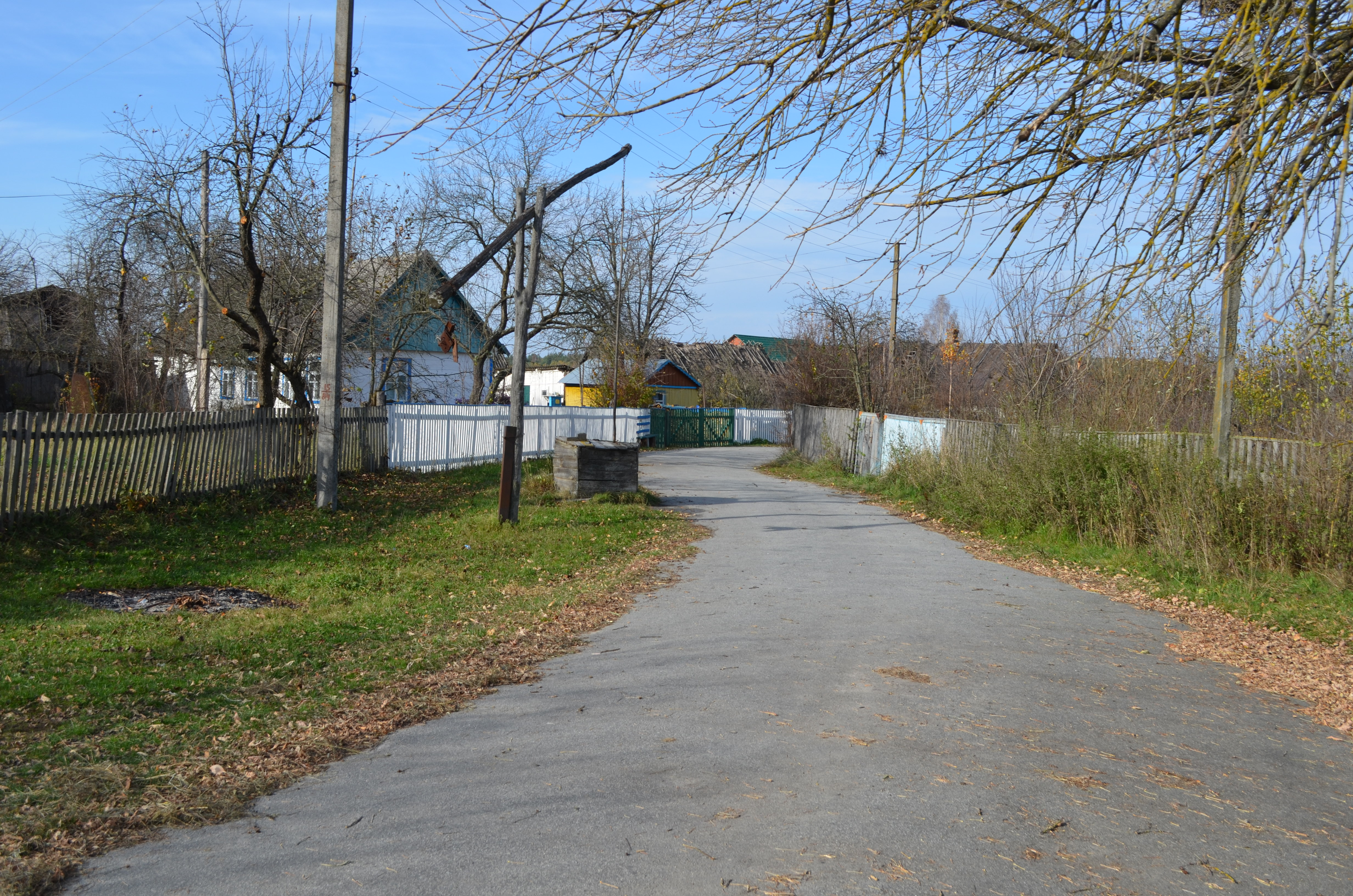
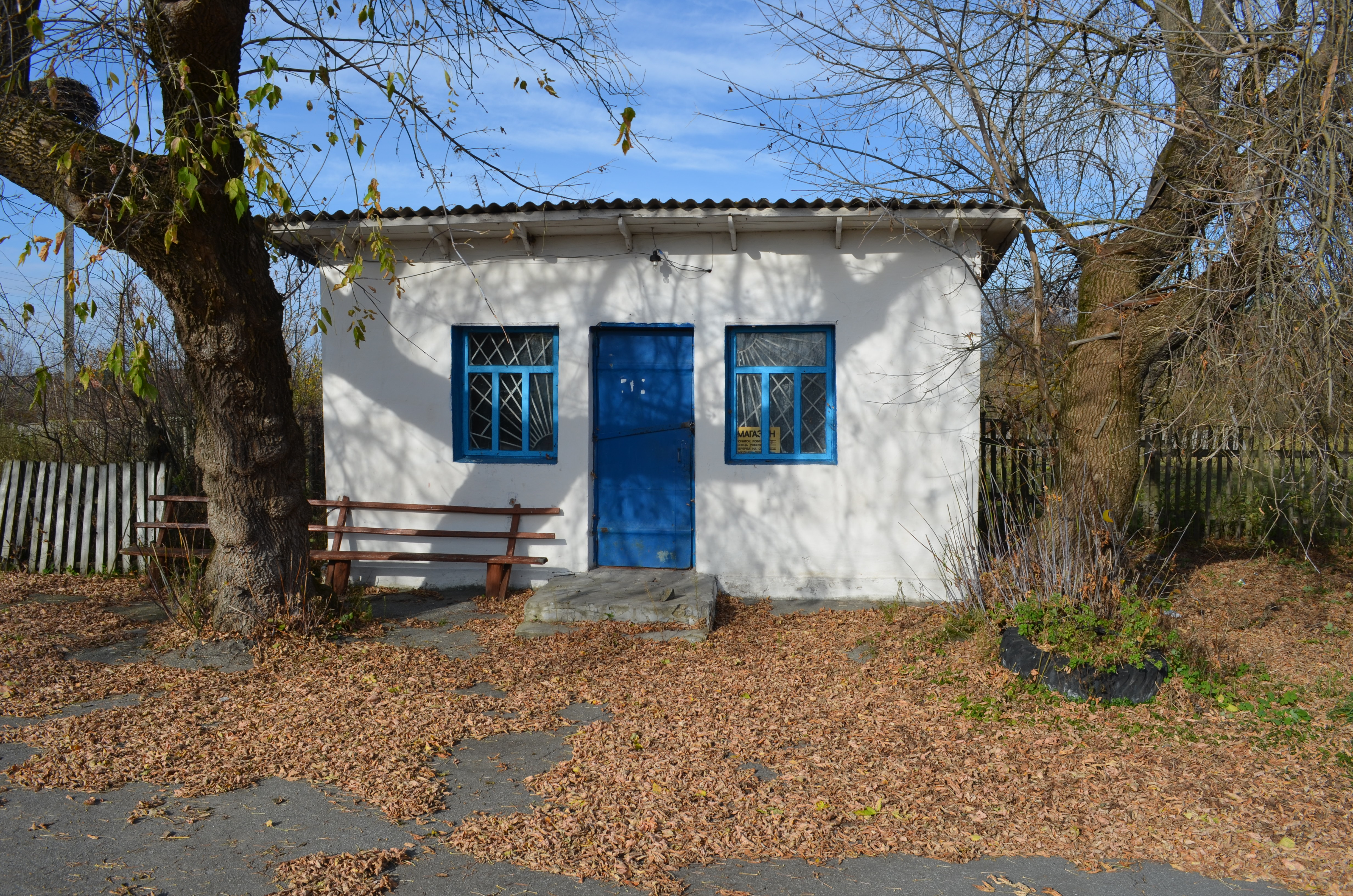
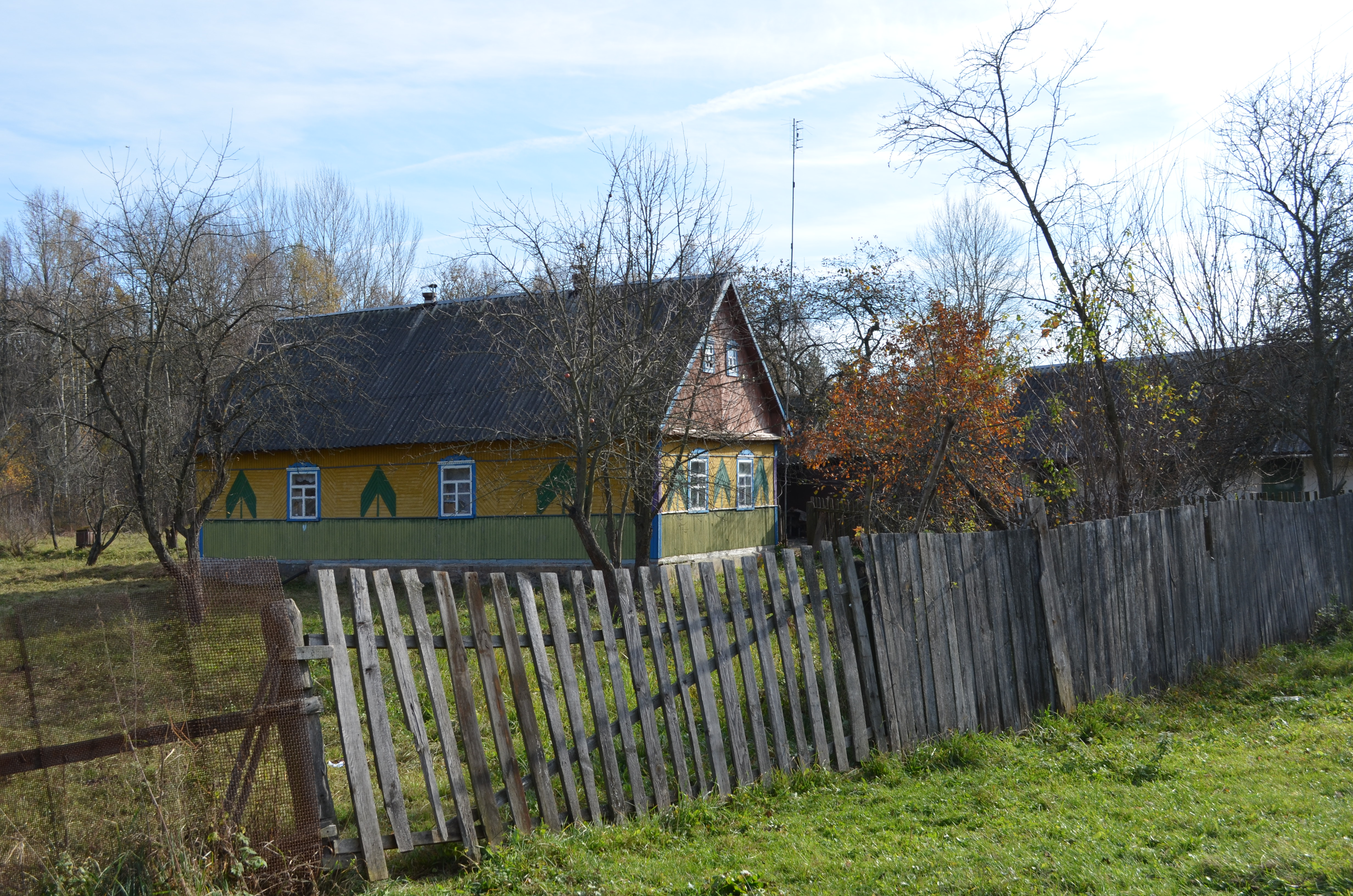
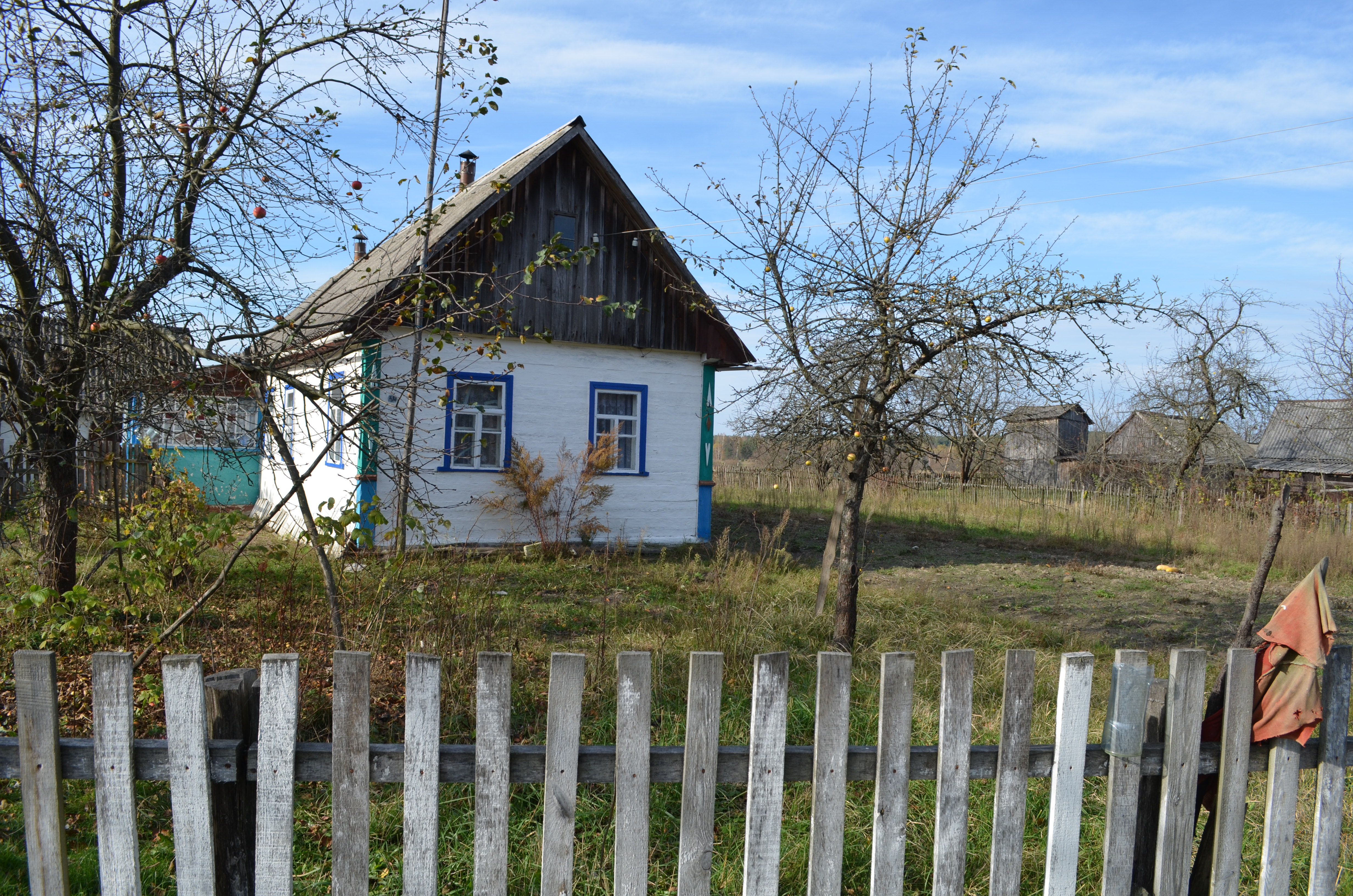
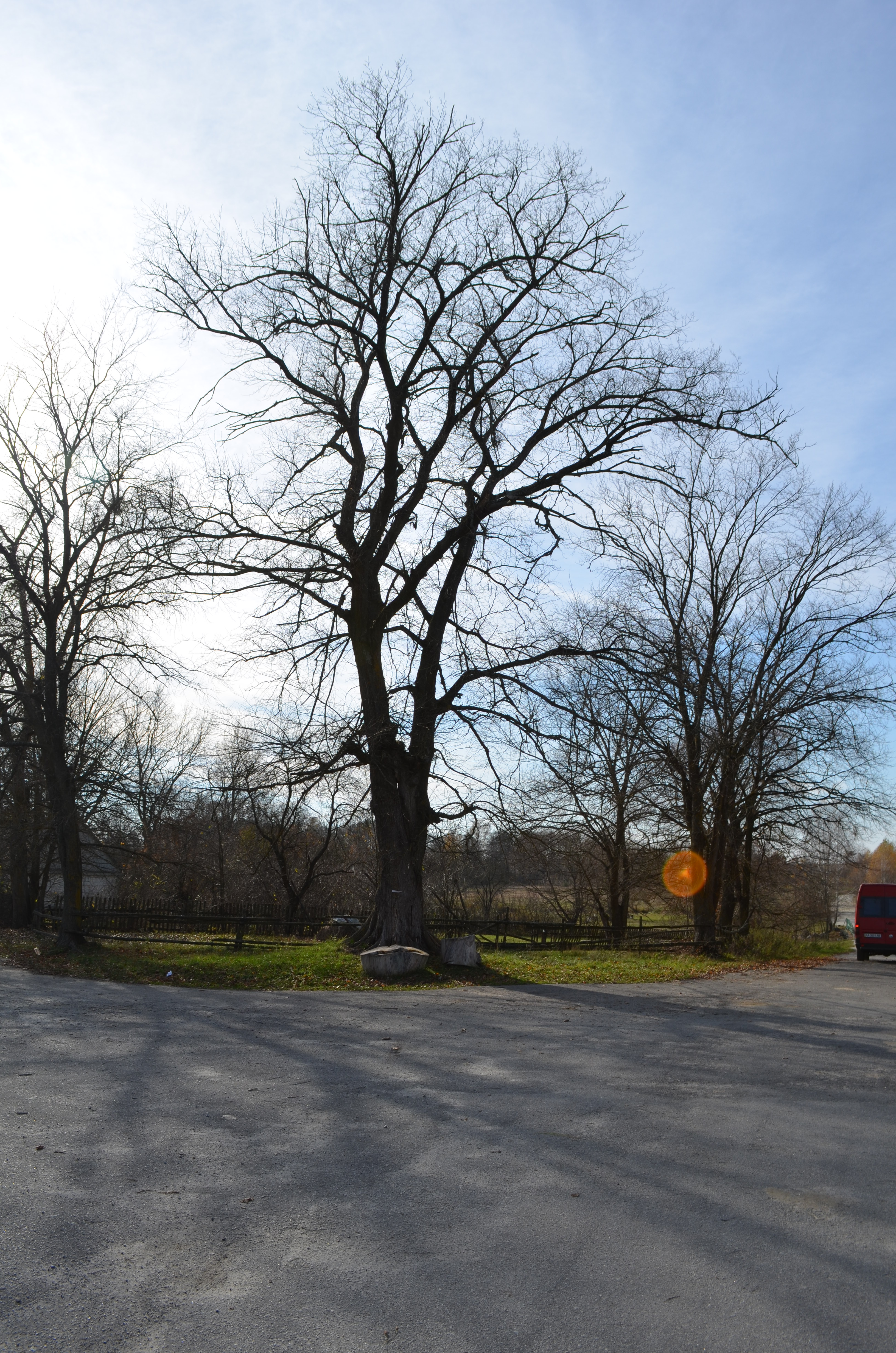
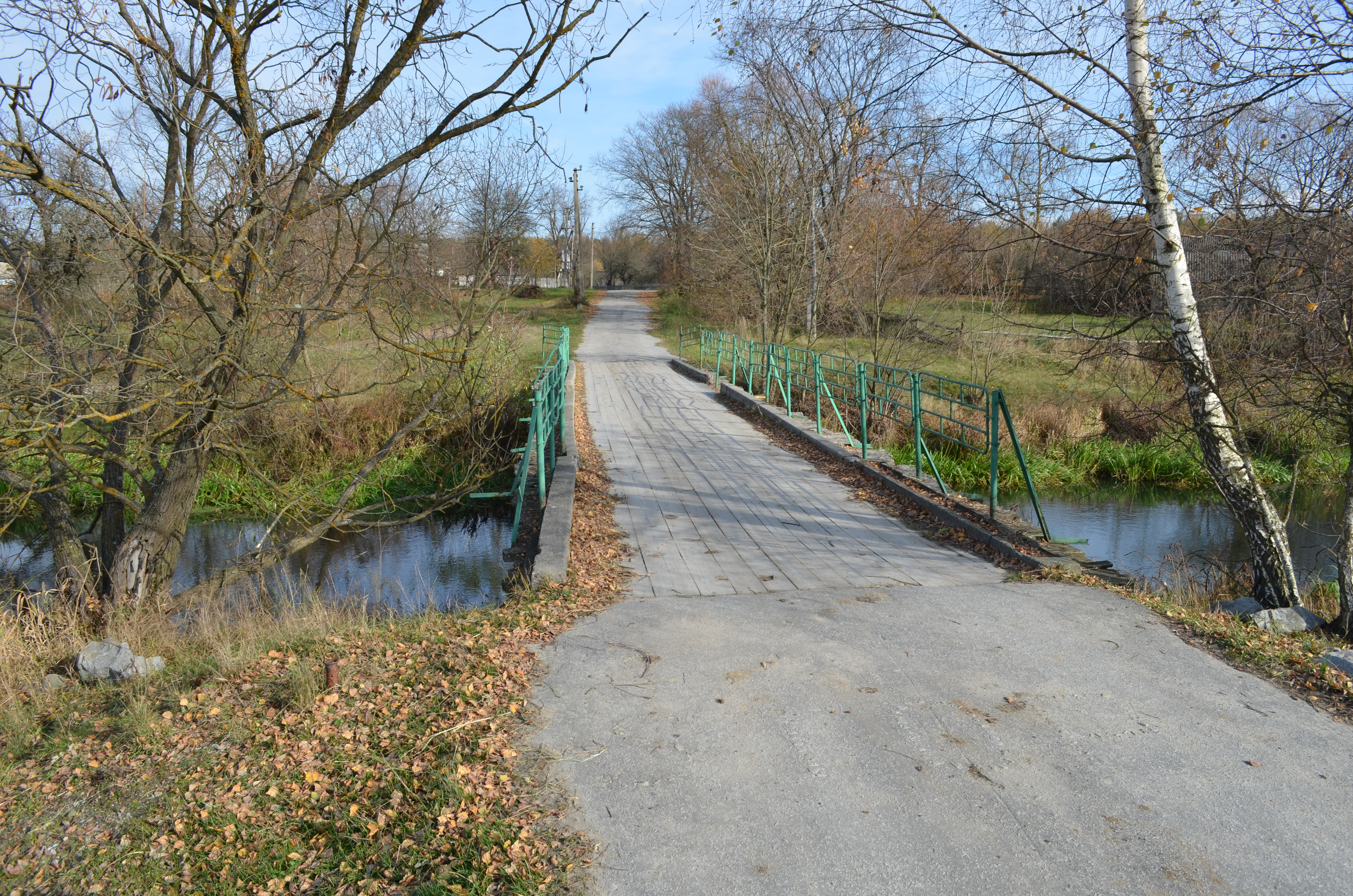
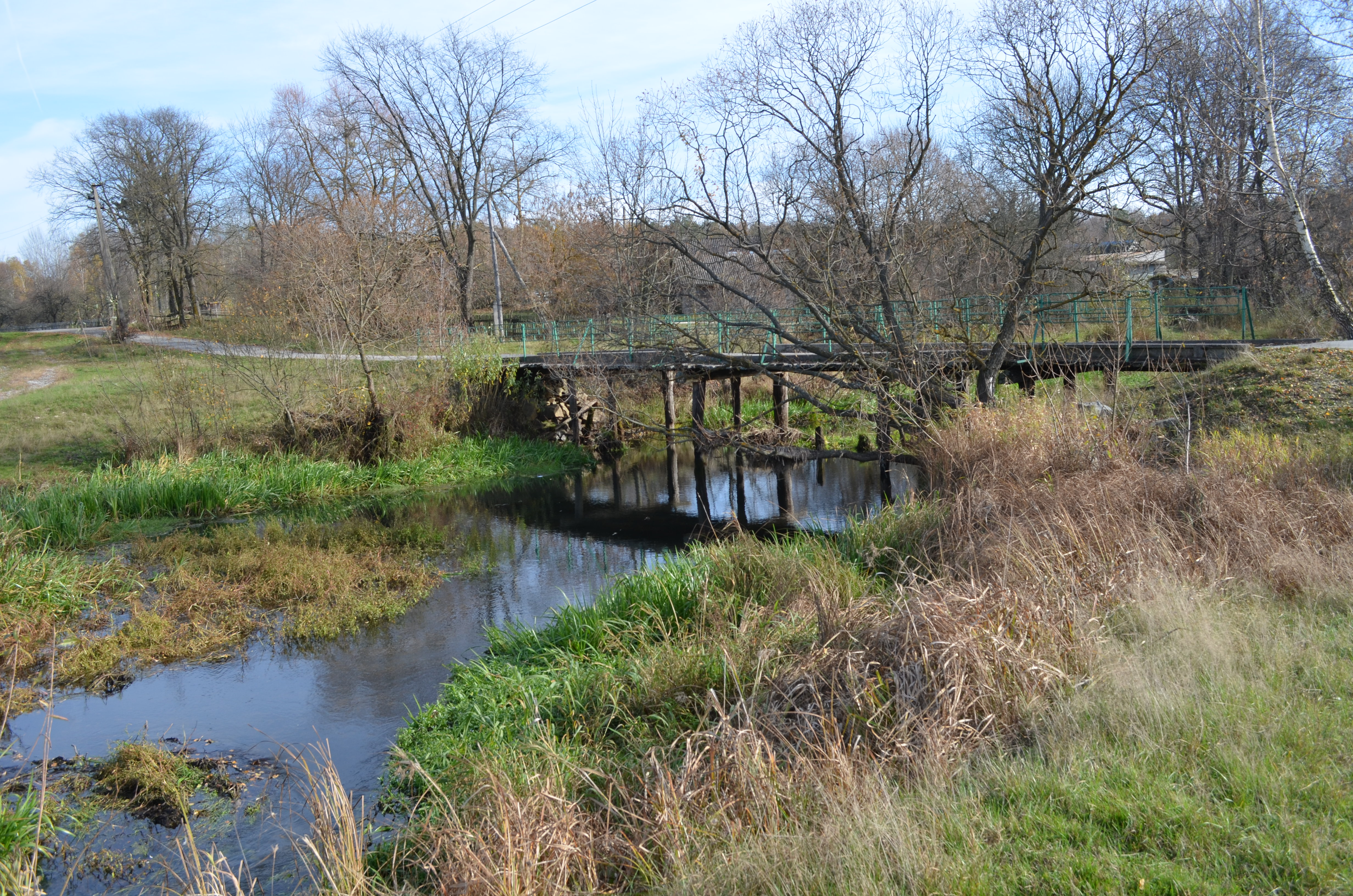
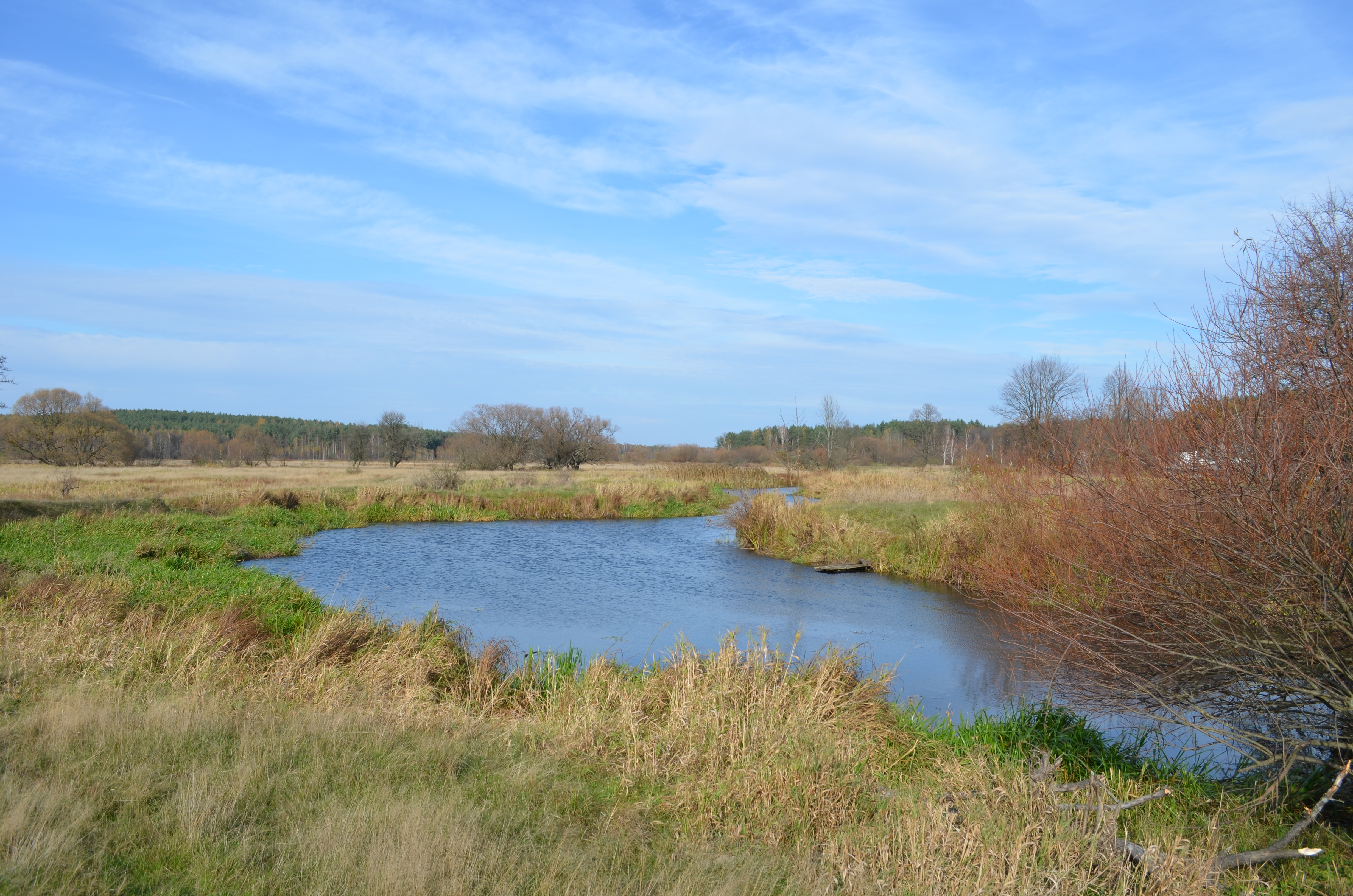
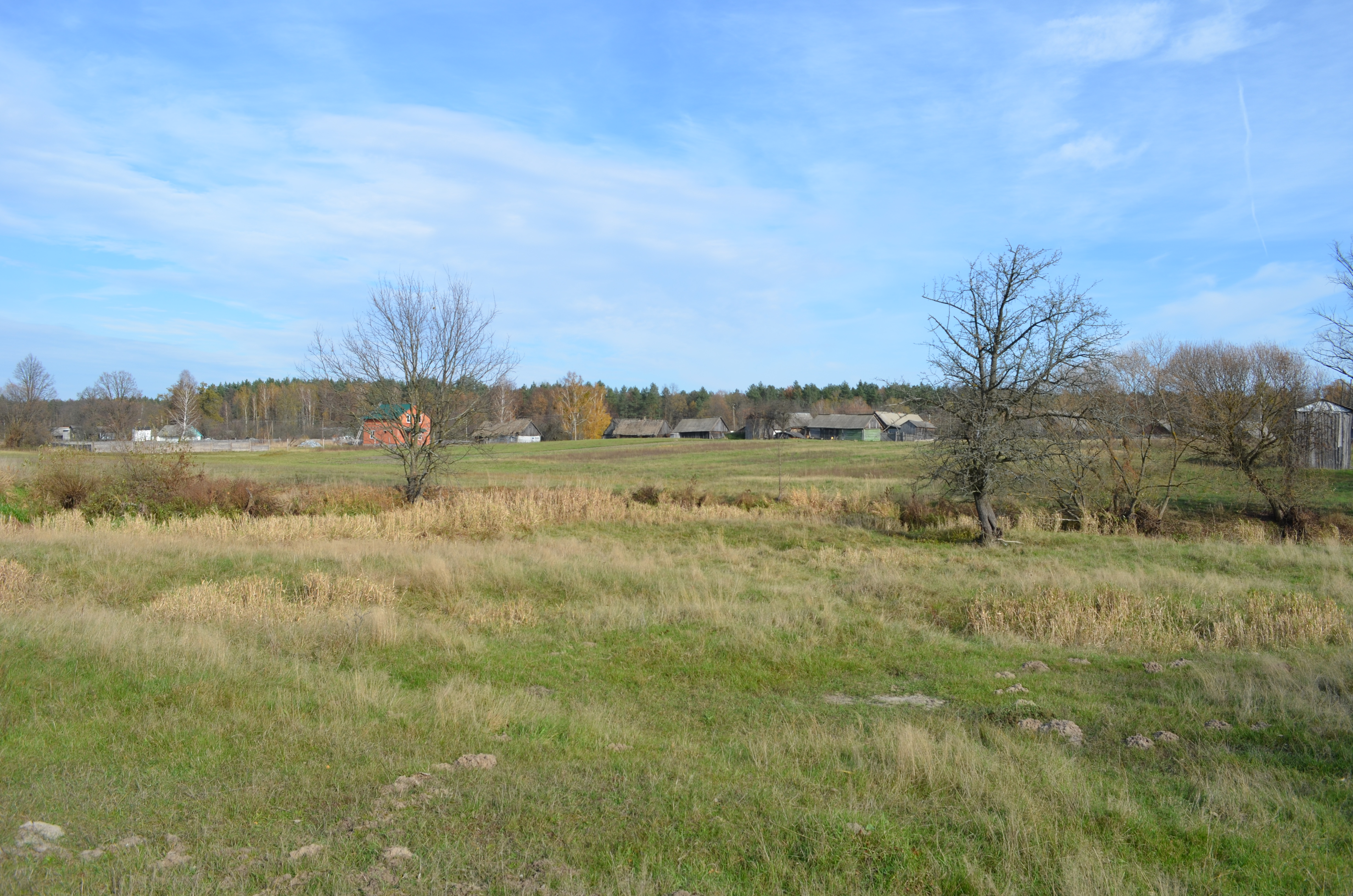